# Красногорский завод имени С. А. Зверева
ПАО Красногорский завод имени С. А. Зверева, ранее — Красногорский механический завод (КМЗ) — крупное оптическое предприятие, расположенное в городе Красногорске Московской области. Товарным знаком продукции КМЗ с 1946 года является изображение призмы Дове со стрелкой.
В соответствии с Постановлением Правительства РФ от 21.11.2008 № 873 и приказом Государственной корпорации «Ростехнологии» от 11.01.2009 № 2 включён в состав холдинга «Оптические системы и технологии» (ныне холдинг «Швабе»).
.
Специализируется на выпуске оптических и оптико-электронных приборов — аэрокосмической фотоаппаратуры и наземных наблюдательных комплексов, прицельных комплексов и систем управления огнём, медицинской аппаратуры, фотоаппаратов, объективов, наблюдательных приборов. Вместе с ЛОМО и заводом «Арсенал» КМЗ входил в тройку крупнейших в СССР производителей фотоаппаратуры: за всё время деятельности заводом выпущено в общей сложности более 21 миллиона штук фотоаппаратов.

## История
1 октября, 1927 года в пустующие корпуса ткацкой и красильных фабрик въехал Московский оптический завод. Затем переименован в Завод точной механики №19. Первая продукция: очковые линзы, малый медицинский набор, лупы для проверки качества тканей. В начале 1940-х предприятие пережило эвакуацию и возрождение: в 1942 году приказом № 63 Наркома Вооружения СССР от 1 февраля 1942 года на освободившихся площадях завода № 69 имени Ленина (ранее — Павшинский завод точной механики № 19), эвакуированного в октябре 1941 года в город Новосибирск, был образован Завод № 393 в системе Наркомата вооружения (НКВ) СССР.

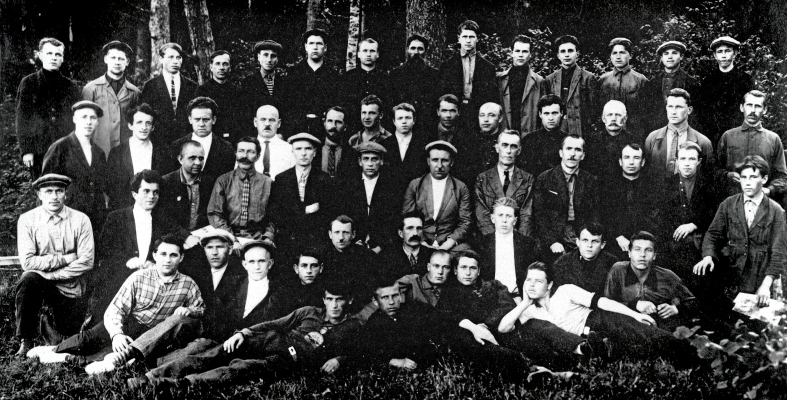
Группа красногорских оптиков вместе с директором Игнатом Титовичем Титовым

В годы Великой Отечественной войны деятельность предприятия полностью была направлена на нужды обороны. В марте 1942 года завод начал выпуск первых оптико-механических приборов и в июле этого же года в производстве находятся: большие стереотрубы «БСТ», танковые командирские панорамы «ПТК-5», перископические артиллерийские буссоли «ПАБ», миномётные прицелы «МПБ-80» и «МП-5К». Ставится на производство щелевой аэрофотоаппарат «АЩАФА-2» конструкции В. А. Семёнова. В 1944 году на заводе создаются специальные проектно-конструкторские бюро по аэрофотоаппаратам (СПКБ-1) и по артиллерийским оптическим приборам (СПКБ-2) с одновременной организацией опытно-экспериментальных цехов. Всего в период 1942—1945 года заводом было выпущено более 400 тысяч различных приборов для нужд Красной армии.

Ворота ПАО КМЗ

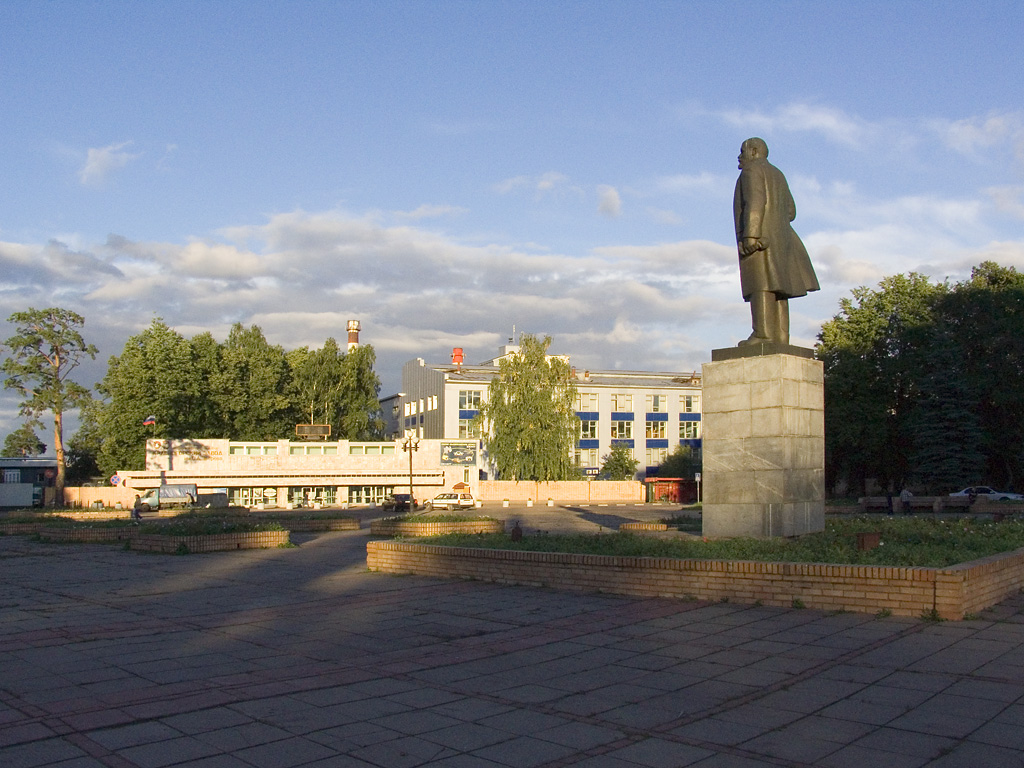
Площадь Оптиков в Красногорске; на заднем плане — здания КМЗ

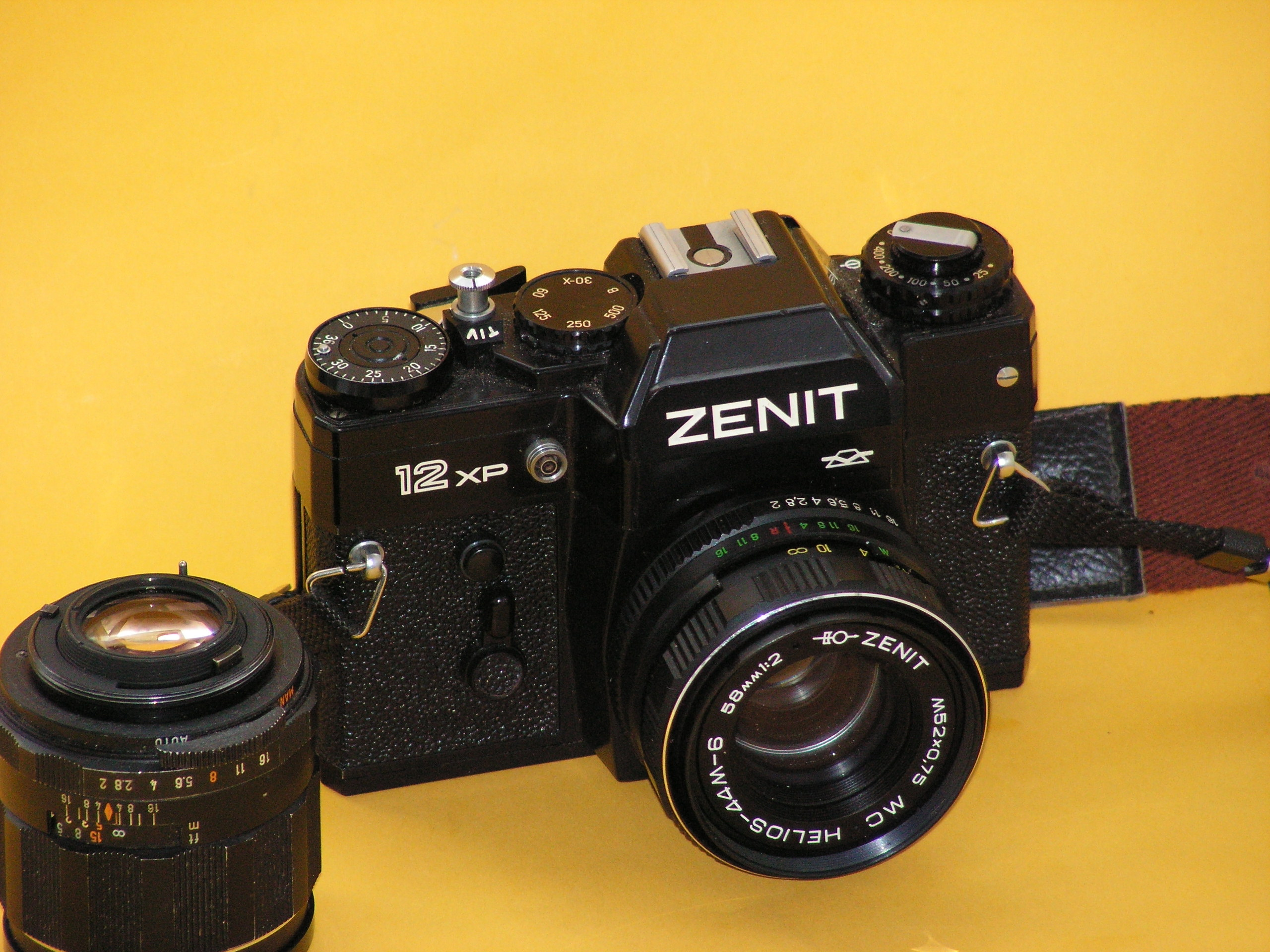
«Зенит-12XP» — одна из фотокамер, ранее выпускавшихся предприятием

После окончания войны по репарациям, Красногорский завод получил большое количество документации и оборудования с немецких оптических предприятий. С 1946 года на заводы отрасли из Германии было направлено около 300 немецких специалистов, основная часть, свыше трети, около пяти лет работала на КМЗ. В послевоенные годы на предприятии начинается производство гражданской продукции и уже в 1946 году завод начинает выпуск трофейной копии фотоаппарата «Zeiss Ikonta», получившего имя «Москва-1», проекционных аппаратов для Библиотеки им. Ленина, начинается подготовка к выпуску фотоаппарата «ФЭД» (получившего позже собственное имя «Зоркий»).
В 1948 году создается Центральное конструкторское бюро (ЦКБ), в которое вошли СПКБ-1 и СПКБ-2 и организуется ряд новых направлений по проектированию танковых прицелов, инфракрасных и других приборов. В 1949 году начинается производство электронного микроскопа ЭМ-3, разработанного в ГОИ под руководством А. А. Лебедева. В 1952 году в серийное производство запускается однообъективный зеркальный фотоаппарат «Зенит», положивший начало целой линейке, одна из моделей которых стала самой массовой «зеркалкой» в мире и выпущена общим тиражом более 8 миллионов экземпляров.
В 1955 году на заводе организуется радиотехническое производство по выпуску аппаратуры для управления ракетами класса «воздух-воздух» и «земля-воздух».
В 1958 году завод принял участие во Всемирной выставке в Брюсселе (Экспо-58), на которой образцы заводской продукции были отмечены золотыми медалями и дипломами.
В 1959 году красногорским аэрофотоаппаратом «АФА-Е1» в составе фототелевизионного комплекса «Енисей» разработки и производства ленинградского НИИ-380 (НИИ телевидения, ныне: ОАО «НИИТ»), установленным на автоматической межпланетной станции Луна-3 была сфотографирована обратная сторона Луны.
В 1960 году завод начинает выпуск любительских 8-мм кинокамер «Кварц».
В 1965—1971 годах разработана и изготовлена высокоточная астрономическая установка ВАУ для фотографирования космических объектов, определения их координат и орбит. Вес установки достигал 30 тонн. Впоследствии опыт работ по этой установке был использован при создании оптико-электронного комплекса контроля космического пространства «Окно».
В 1966 году начался серийный выпуск фотоаппаратов «Зенит-Е», «Фотоснайпер» и 16-мм кинокамеры «Красногорск». В 1967 году выпущен панорамный фотоаппарат «Горизонт», завоевавший на выставках несколько золотых медалей. В 1968 году предприятие осваивает производство объективов для телевизионных камер.
В 1976 году предприятие преобразуется в производственное объединение (ПО) «Красногорский завод», в который вошли ряд предприятий по выпуску оптических приборов. В этом же году выпущена камера «Зенит-TTL», а в 1979 году предприятию присвоено имя С. А. Зверева. Начаты работы по разработке и созданию оптико-электронного комплекса контроля космического пространства «Окно» (монтаж комплекса был завершён в 1988 году, принят на боевое дежурство в 1999 году).
В 1990 году в производство запущены обзорно-прицельные комплексы «Шквал» для вертолётов и самолётов.
В 1993 году предприятие акционируется и преобразуется в ОАО «Красногорский завод им. С. А. Зверева» (ОАО КМЗ). В 1995 году Центральное конструкторское бюро (ЦКБ) переименовано в Научно-технический центр (НТЦ). В 2004 году предприятие на несколько лет получает статус Федерального научно-производственного центра. В 2000-е годы завод пытался освоить массовый выпуск фотоаппаратов сравнительно прогрессивных моделей, в частности, «Зенит-КМ», который оснащался встроенным электроприводом для автоматического взвода затвора и перемотки плёнки. Параллельно продолжали выпускаться модернизированные «Зениты» старого модельного ряда. С 2005 года выпуск фотокамер «Зенит» был прекращён по решению совета директоров завода, в производстве остались лишь плёночные панорамные фотокамеры марки «Горизонт» и несколько наименований сменных объективов.
7 сентября 2012 года был вновь открыт торгово-выставочный центр «Гелиос», проработавший чуть более двух лет (закрыт в январе 2015 года).
19 сентября 2012 года было объявлено о возобновлении выпуска трёх ранее производившихся резьбовых объективов: «МС Мир-20М», «Гелиос-40-2» и «MC АПО Телезенитар-М 2,8/135».
В 2018 году совместно с Leica Camera AG представлен фотоаппарат «Зенит-M», разработанный на основе немецкой камеры «Leica M typ 240». Данное изделие комплектуется российским сверхсветосильным объективом «Зенитар» 1,0/35.
По состоянию на 2021 год завод из фототехники производит несколько видов мануальных фотографических объективов, совместимых с камерами Sony, Nikon, Canon и Leica.

## Директора КМЗ
С момента образования в качестве Завода точной механики №19:
- Добродумов Владимир Михайлович (1927-1928)
- Титов Игнат Титович (1928-1937)
- Кантар Гавриил Романович (1937-1938)
- Кизимов В.Ф. (1938)
- Быстров Павел Васильевич (1938)
- Уваров Иван Александрович (1939-1940)
- Рыкунин Леонтий Николаевич (1941)
- Котляр Александр Савельевич (1941)

С момента преобразования в Государственный союзный завод № 393 НКВ СССР и далее:
- Колычев, Владимир Александрович (1942—1946) — первый директор КМЗ с момента основания.
- Скаржинский, Дмитрий Францевич (1946—1950)
- Соловьёв, Андрей Федорович (1950—1952)
- Егоров, Николай Михайлович (1953—1965)
- Воронин, Лев Алексеевич (1965—1968)
- Креопалов, Владислав Иванович (1968—1973)
- Устинов, Олег Михайлович (1973—1975)
- Трифонов, Вилор Григорьевич (1975—1986)
- Гоев, Александр Иванович (1986—2006)
- Жигулич, Валерий Петрович (2006—2011)
- Тарасов, Александр Петрович (2011—2014)[16]
- Патрикеев, Алексей Павлович (2014—2016)
- Калюгин Вадим Станиславович (c 12 января 2016 года[17] по 28 октября 2019 года)
- Новиков Александр Валерьевич (с 28 октября 2019 года по 16 октября 2023)
- Кузнецов Евгений Анатольевич, (с 17 октября 2023 года по 02 февраля 2025 года)
- Клоков Антон Сергеевич (с 03 февраля 2025 года по настоящее время временный генеральный директор)

## Направления деятельности

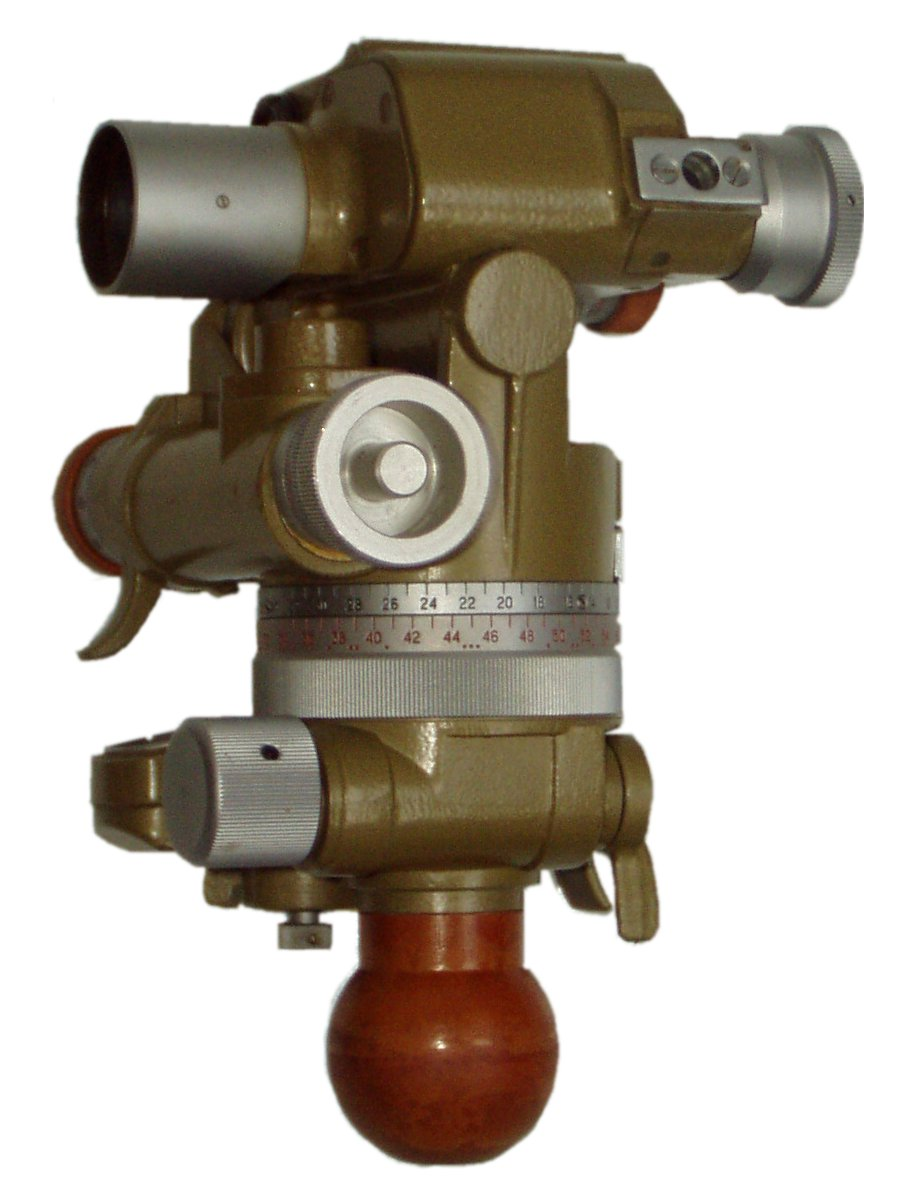
Артиллерийская буссоль типа ПАБ-2 без треноги и азимутальной насадки

Основными направлениями деятельности ПАО КМЗ являются разработка и создание:
- обзорно-прицельных авиационных систем;
- систем управления огнём бронетанковой техники;
- средств контроля космического пространства;
- систем дистанционного зондирования Земли из космоса и с воздушных носителей;
- лазерных дальномеров-целеуказателей, всесуточных систем наблюдения, прицелов для стрелкового оружия (например серия «Гиперон»);
- оптико-электронной аппаратуры, гражданской, научной техники;
- медицинских изделий по направлениям: гинекология, проктология, офтальмология, эндопротезирование;
- фототехники;
- наблюдательных приборов.
- научное приборостроение: научно-аналитическая аппаратура для проведения фундаментальных исследований, создания высоких технологий, новой оборонной техники, решения народнохозяйственных задач в различных областях науки, техники и производства;
- расчёт и проектирование оптических систем, объективостроение.

Кроме того, ПАО КМЗ выполняет мероприятия по ремонту военной техники, гарантийному и авторскому надзору за её состоянием, реализует предложения в области военно-технического сотрудничества Российской Федерации с иностранными государствами в соответствии с международными договорами РФ.

## Некоторая продукция и разработки
- «Гиперон» — серия панкратических прицелов, предназначенных для разведки целей и ведения прицельной стрельбы из снайперских винтовок (СВД, СВДК и т. д.).
- «Зарево» — тепловизионная обзорно-прицельная система, предназначенная для модернизации штатной обзорно-прицельной системы «Радуга-Ш» боевых вертолётов Ми-24П и Ми-35.
- «Аврора» — оптико-электронная аппаратура видимого диапазона для дистанционного зондирования Земли, установленная на малом космическом аппарате «Аист-2Д».

## Санкции
25 февраля 2023 года, на фоне вторжения России на Украину, Красногорский механический завод попал под санкции всех стран Евросоюза так как «поставляет изготовленные им оптико-электронные изделия, которые используются российскими военными. Также в санкционные списки внесена материнская компания КМЗ - Холдинг «Швабе», по аналогичным основаниями.